# Вежбиця-Кольонія
Вежбиця-Кольонія (пол. Wierzbica-Kolonia) — село в Польщі, у гміні Вежбиця Радомського повіту Мазовецького воєводства.
У 1975-1998 роках село належало до Радомського воєводства.